# Calodia lii
Calodia lii är en insektsart som beskrevs av Zhang 1994. Calodia lii ingår i släktet Calodia och familjen dvärgstritar. Inga underarter finns listade i Catalogue of Life.